# Crown Fountain
La Crown Fountain è un'opera interattiva pubblica situata all'interno del Millennium Park di Chicago, che si trova nel quartiere di Chicago Loop. Progettata dall'artista spagnolo Jaume Plensa e realizzata da Krueck and Sexton Architects, la fontana è stata inaugurata nel luglio 2004. La fontana è composta da uno specchio d'acqua in granito nero posto tra due torri in vetrocemento. Le torri sono alte circa 15 metri e, attraverso dei LED, riproducono dei video digitali sui volti presenti all'interno della fontana. I costi della progettazione e della costruzione della Crown Fountain ammontano a 17 milioni di dollari. L'acqua è in funzione da maggio a ottobre.